# ادیتا پیخا
ادیتا استانیسلاونا پیخا (متولد ۳۱ ژوئیه ۱۹۳۷) خواننده و بازیگر سویت و روسی از تبار لهستانی است. او در دهه ۱۹۶۰ در کشورهای کشورهای پساشوروی به اوج محبوبیت خود رسید. معروف‌ترین آهنگ او «همسایه ما» (Наш сосед) است. او عنوان «شهروند افتخاری سنت پترزبورگ» را دریافت کرده است.
او علاوه بر روسیه و کشورهای اروپای شرقی در آلمان شرقی و دیگر کشورها نیز اجرا کرده است. نخستین اجراهای او در خارج از کشور در وروتسواف، لهستان در سال ۱۹۶۶ بود. در سال ۱۹۸۸ او عنوان جایزه هنرمند مردمی اتحاد جماهیر شوروی را دریافت کرد. در سال ۱۹۹۶، پیخا به همراه دیگر پاپ آیکانهای روسی مانند آلا پوگاچوا و والری لئونتیف در جایزه Ovation Award به عنوان یک افسانه زنده شناخته شد. با این حال، هیچ‌کدام از آهنگ‌های پیخا به جدول‌های رتبه‌بندی اتحادیه جماهیر شوروی یا دیگر کشورها نرسید. در سال ۲۰۱۶، او در جشنواره موسیقی Rendezvous در یورمالا شرکت کرد.
علاوه بر خوانندگی، پیخا یک فعال عمومی شناخته شده برای مسائل انسان‌دوستانه است و از یتیم‌خانه‌ها در روسیه حمایت می‌کند.
وی همچنین برندهٔ جوایزی همچون هنرمند مردمی جمهوری شوروی فدراتیو سوسیالیستی روسیه، صلیب شایستگی (لهستان)، مدال شجاعت کار، مدال به مناسبت یکصدمین سالگرد تولد ولادیمیر ایلیچ لنین، نشان پیش‌کسوت کار، جایزه هنرمند مردمی اتحاد جماهیر شوروی، نشان دوستی خلق، نشان دوستی، و نشان پرچم سرخ کار شده است.

## زندگی و حرفه
پیخا در Noyelles-sous-Lens, فرانسه در سال ۱۹۳۷ از یک خانواده لهستانی‌تبار به دنیا آمد. پدرش استانیسواف پیخا، یک کارگر معدن و مادرش فلیسیا کورولفسکا بود. از ۱۹۴۵ تا ۱۹۵۵، ادیتا پیخا در بوگوشوو-گورتسه، لهستان با مادر و ناپدری‌اش زندگی می‌کرد. در آنجا موسیقی را آموخت، در یک گروه کر می‌خواند و در مدرسه در زبان روسی بسیار موفق بود و در پایان تحصیلات خود در کلاسش رتبه اول را کسب کرد.
در سال ۱۹۵۵، پیخا به سنت پترزبورگ نقل مکان کرد تا در رشته روان‌شناسی با بورس دولتی تحصیل کند. از ۱۹۵۵ تا ۱۹۵۷، او در دانشگاه دولتی لنینگراد (که اکنون دانشگاه دولتی سنت پترزبورگ نام دارد) تحصیل کرد. در آنجا با آهنگساز و پیانیست آلکساندر برونویچ آشنا شد. آنها با هم اولین گروه موسیقی محبوب روسیه به نام "دروژباً را تشکیل دادند و نخستین اجرای تلویزیونی خود را در شب سال نو ۳۱ دسامبر ۱۹۵۵ با آهنگ لهستانی "Autobus czerwony" انجام دادند، که در اتحاد جماهیر شوروی تبدیل به یک آهنگ پرطرفدار شد.
در سال ۱۹۵۶، پیخا شروع به تحصیل در رشته خوانندگی و آهنگسازی در کنسرواتوار سن پترزبورگ کرد. در سال ۱۹۵۷، گروه دروژبا و ادیتا پیخا مدال طلا و جایزه اول را در ششمین جشنواره جهانی جوانان و دانشجویان در مسکو به دست آوردند. در آنجا، پیخا با اجرای آهنگ محبوب "Moscow Nights" تاریخ‌سازی کرد که قادر بود این آهنگ را به چندین زبان به تماشاگران بین‌المللی از ۱۳۰ کشور بخواند. در سال ۱۹۶۸، او در صوفیه با آهنگ "Ogromnoe nebo" ("آسمان وسیع") مدال طلا دریافت کرد.
پیخا به ویژه در میان مخاطبان بین‌المللی به خاطر توانایی‌اش در خواندن و صحبت کردن به چندین زبان از جمله فرانسوی، آلمانی، لهستانی و روسی شناخته شده است. پس از ششمین جشنواره جهانی جوانان و دانشجویان، گروه دروژبا و پیخا چندین آلبوم منتشر کردند که همه آنها پرفروش شدند و در نهایت یکی از محبوب‌ترین گروه‌ها در اتحاد جماهیر شوروی سابق شدند. در سال ۱۹۷۲، پیخا و گروه دروژبا در المپیک تابستانی ۱۹۷۲ در مونیخ به اجرای برنامه پرداختند. در سال ۱۹۷۶، او گروه خود را تشکیل داد و یکی از خوانندگان محبوب زن در اتحاد جماهیر شوروی باقی ماند. او همچنین به اجرای برنامه در بیش از ۲۰ کشور ادامه داد. در طول سال‌ها، پیخا بیش از ۳۰ تور کنسرت در آلمان شرقی برگزار کرد. از جمله نکات برجسته حرفه او، حضور او در تالار کارنگی، نیویورک و المپیا در پاریس بود.

## یادداشت
1. ↑  در این نام که طبق رسم نام‌گذاری اسلاوی شرقی است، نام پدر «استانیسلاونا» و نام خانوادگی «پیخا» است. در زبان‌های دیگر:
  - روسی: Эди́та Станисла́вовна Пье́ха [ɪˈdʲitə stənʲɪsˈɫavəvnə ˈp⁽ʲ⁾jexə]
  - لهستانی: Edyta Maria Piecha [ɛˈdɘ.ta ˈma.rja ˈpjɛ.xa]
  - فرانسوی: Édith-Marie Piecha [editmaʁi piʃa]